# 荒尾市立中央小学校
荒尾市立中央小学校（あらおしりつ ちゅうおうしょうがっこう）は、熊本県荒尾市荒尾にある公立小学校。

## 沿革
- 1952年（昭和27年）
  - 2月21日 - 緑ヶ丘小学校分室として発足。
  - 4月6日 - 緑ケ丘小学校新生教室と改称。
  - 7月21日 - 第四中学校移転に伴い、第四中学校跡地に移転。
- 1953年（昭和28年）
  - 4月6日 - 荒尾市立中央小学校と改称し、創立。
  - 12月9日 - 現在地に移転（2階建1・平屋建1・宿直室・便所）。
- 1955年（昭和30年）4月6日 - 敷地・運動場整地完了。
- 1958年（昭和33年）
  - 11月30日 - 管理棟完成。
  - 12月7日 - 創立5周年記念式典挙行し、校歌制定。
- 1962年（昭和37年）
  - 1月13日 - 給食室完成。
  - 2月1日 - 完全給食実施。
- 1963年（昭和38年）12月8日 - 創立10周年記念式典挙行。
- 1966年（昭和41年）9月2日 - PTAよりピアノ寄贈。
- 1969年（昭和44年）2月8日 - 創立15周年記念事業として、校旗制定（PTA寄贈）。
- 1971年（昭和46年）4月1日 - 校区変更により、大谷区、緑ケ丘校区から本学校区となる。
- 1972年（昭和47年）3月20日 - 校歌碑建設（昭和46年度卒業記念）。
- 1973年（昭和48年）2月23日 - 体育館完成。
- 1976年（昭和51年）
  - 2月13日 - 植樹730本。
  - 9月 - 台風災害復旧工事（2階屋根、雨どい）。
- 1979年（昭和54年）
  - 3月31日 - プール新設。
  - 8月 - 体育館に暗幕設置。
- 1981年（昭和56年）
  - 4月20日 - 学級増によりプレハブ音楽室設置。
  - 7月 - この月から翌月にかけて、鉄筋校舎建設のため、運動場にプレハブ普通教室17室と特別教室5室設置。旧校舎からプレハブ教室へ移転。
- 1982年（昭和57年）
  - 9月1日 - 新校舎での授業開始。
  - 9月11日 - 創立30周年記念と新校舎落成記念の両式典挙行。
  - 10月24日 - 落成記念運動会開催。
- 1984年（昭和59年）3月 - もちの木移植（シオン園寄贈）、体育館そで幕（第二四ツ山幼稚園西村氏寄贈）、体育館引き幕（PTAより寄贈、廃品回収による）。
- 1989年（平成元年）11月8日 - 一輪自転車練習用手摺1寄贈（ロータリークラブ）。
- 1990年（平成2年）3月27日 - プール全面塗装完了。
- 1992年（平成4年）12月5日 - 創立40周年記念式典挙行。
- 1993年（平成5年）
  - 3月31日 - 仮設（プレハブ）教室2室完成。
  - 9月20日 - パソコン（20台）導入。
- 2000年（平成12年）2月24日 - 「冒険の森」完成。
- 2002年（平成14年）
  - 4月1日 - 特殊学級（知的障害）新設。
  - 10月20日 - 創立50周年記念式典挙行。
- 2004年（平成16年）4月1日 - 特殊学級（情緒障害）新設。
- 2006年（平成18年）6月15日 - プレハブ校舎2教室完成。
- 2007年（平成19年）4月7日 - 新たにプレハブ校舎2教室完成。
- 2010年（平成22年）
  - 1月4日 - 電子黒板(50型)23台、デスクトップパソコン23台、書画カメラ19台を導入。
  - 11月 - 図書室屋上に、太陽光発電システム設置。
- 2011年（平成23年）12月 - 市民体育館の駐車場拡張工事にともない、「冒険の森」を埋め立てる。
- 2012年（平成24年）
  - 1月 - 校内の児童用トイレを洋式化に改装。
  - 3月 - 学校規模適正化事業により、本校卒業生の荒尾第三中学校への進学が始まる。
  - 8月 - プレハブ教室以外の各学級前後の壁に扇風機設置（PTAより寄贈）。
- 2013年（平成25年）　
  - 3月 - 「旧冒険の森」北西側にフェンス設置。
  - 4月1日 - 校区再編により原則として荒尾第三中学校へ進学することになる。
- 2014年（平成26年）4月1日 - 文部科学省教育課程特例校指定により、全学年において「英語科」を実施。
- 2016年（平成28年）10月 - 運動場スロープ改修工事。

### この節の出典
- 中央小学校の概要（沿革含む）

## 歴代校長
- 1953年 - 初代校長
- - 第  代校長 秋吉啓子

## 委員会
運営委員会
体育委員会
保健委員会
環境美化委員会
園芸委員会
仲間づくり委員会
生活委員会
情報委員会
給食委員会

## クラブ活動

### 運動
- 球技クラブ
- バドミントンクラブ
- ペタンク・ゴルフクラブ
- 卓球クラブ
- 音楽・ダンスクラブ

### 文化
・折り紙クラブ
・イラストクラブ
・トランプ・百人一首クラブ

## 学校周辺
- 社会福祉法人慈愛園シオン園保育園 - 荒尾市道をはさんで隣接。かつ、進学前保育園。
- 荒尾市運動公園
  - 野外音楽堂
- 勤労青少年ホーム
- 児童福祉施設キッズ・ケアー・センター
- シオン園
- ゆめタウンシティモール
- 三井グリーンランド

## アクセス
- 産交バス「中央小学校前」バス停下車。
  - JR鹿児島本線荒尾駅から、上述の産交バス「12」系統・荒尾産交入口経由バスセンター行か、系統番号無し・東宮内経由バスセンター行で、どちらも「中央小学校前」バス停まで12分（ただし、運賃は産交入口経由と東宮内経由で異なる）。